# Истомина, Карина Игоревна
Кари́на И́горевна Смолова (в девичестве — Исто́мина, род. 20 апреля 1994, Москва, Россия) — российский музыкант, диджей, модель, блогер. Автор YouTube-канала «Справиться проще», посвящённого проблемам ментального здоровья. 

## Биография
Родилась 20 апреля 1994 года в Москве. С 15 лет работала моделью, проживала в Нью-Йорке. Окончила факультет медиакоммуникаций в НИУ ВШЭ. В течение года работала пиар-менеджером группы Tesla Boy.

## Карьера

### Музыка
По состоянию на 2021 года является одним из самых известных диджеев Москвы. Играет музыку в жанрах фанк, диско, новая школа хип-хопа и новая волна. Является единственным в России музыкальным блогером сотрудничающим со стриминговым сервисом Apple Music, для которого готовит авторские плейлисты.
В декабре 2019 года Карина Истомина и Ксения Дукалис выпустили альбом «Подкомодные змеи» в жанре женского альтернативного рэпа под лейблом ASC.

### Блогинг
По состоянию на февраль 2023 года на её основной блог в Instagram подписано 405 тысяч человек.
С мая 2019 года до весны 2021 года являлась соведущей проекта «Подруги» на YouTube-канале «Нежный редактор» вместе с Татьяной Мингалимовой, Ксенией Дукалис и Татьяной Стариковой. Тематика — разговоры с экспертами или известными людьми о феминизме, самооценке, буллинге, сексе и других темах.
В феврале 2021 года на TikTokе началось шоу «Музыкальный четверг» с Кариной Истоминой в роли ведущей. Первый гость, лидер группы «Мумий Тролль» Илья Лагутенко. Среди других гостей — рэперы GONE.Fludd и Cakeboy, барабанщица рок-группы «Кис-кис» Алина Олешева и певица Саша Капустина.
В апреле 2021 года Истомина и социальный психолог Наташа Каданцева запустили YouTube-проект «Справиться проще», посвящённый проблемам ментального здоровья. Каждый выпуск программы посвящён одному конкретному психическому расстройству, которое разбирается с помощью приглашённых экспертов, а гости делятся опытом выздоровления. На момент февраля 2023 года у канала 178 тыс. подписчиков.

## Фильмография
| Год  | Название  | Роль   |
| ---- | --------- | ------ |
| 2021 | Happy End | Диджей |

## Личная жизнь
В начале 2021 года публично заявила о наркотической зависимости, тяге к селфхарму и ментальных проблемах. В 26 лет пережила попытку суицида. У Истоминой диагностировано пограничное расстройство личности.
5 июня 2023 года вышла замуж за нападающего московского «Динамо» Фёдора Смолова. В ноябре того же года у пары родилась дочь Лора.